# Tenomerga leucophaea
Tenomerga leucophaea är en skalbaggsart som först beskrevs av Newman 1839.  Tenomerga leucophaea ingår i släktet Tenomerga och familjen Cupedidae. Inga underarter finns listade i Catalogue of Life.